# Carnide metróállomás
A Carnide metróállomás a lisszaboni metró kék metróvonalán, Lisszabon Carnide negyedének közelében.

## Története
Az állomás 1997. október 18-án nyílt meg, a Pontinha állomással egy időben.

## Jellemzői
Az állomás az Avenida Marechal Teixeira Rebelo és a Rua Guiomar Torrezão kereszteződésének közelében található. Nem messze van az Avenida dos Condes de Carnide, amiről nevét kapta. Az állomás a Carnide negyedet szolgálja ki, és hozzáférést biztosít a Casa do Artistához. Az állomás építészeti terveit José de Guimarães, a dekorációt José de Guimarães művész készítette. A legújabb lisszaboni metróállomásokhoz hasonlóan ez az állomás is ki tudja szolgálni a mozgássérült utasokat; több lift és mozgólépcső könnyíti meg az aluljáró és a peronok megközelítését.

## Fordítás
Ez a szócikk részben vagy egészben  az   Estação Carnide című portugál Wikipédia-szócikk ezen változatának fordításán alapul.  Az eredeti cikk szerkesztőit annak laptörténete sorolja fel. Ez a jelzés csupán a megfogalmazás eredetét és a szerzői jogokat jelzi, nem szolgál a cikkben szereplő információk forrásmegjelöléseként.